# Francelina Cabral
Francelina Cabral (nascida em 23 de Março de 1985) é uma ciclista timorense de cross-country. Ela disputou as Olimpíadas de 2016 no Rio de Janeiro, sendo a primeira ciclista olímpica de qualquer tipo de competir para Timor-Leste, contudo Francelina não conseguiu concluir a prova. Ela teve a honra de ser a porta-bandeira para Timor-Leste no Desfile das Nações, durante a Cerimônia de abertura dos Jogos Olímpicos do Rio de Janeiro.